# Daniel Igali
Baraladei Daniel Igali (Eniwari, Nigeria, 3 de febrero de 1974) es un deportista canadiense de origen nigeriano que compitió en lucha libre.
Participó en dos Juegos Olímpicos de Verano, obteniendo la medalla de oro en Sídney 2000, en la categoría de 69 kg, y el sexto lugar en Atenas 2004.
Ganó una medalla de oro en el Campeonato Mundial de Lucha de 1999 y una medalla de bronce en los Juegos Panamericanos de 1999.

## Palmarés internacional
| Juegos Olímpicos     | Juegos Olímpicos   | Juegos Olímpicos  | Juegos Olímpicos |
| Año                  | Lugar              | Medalla           | Categoría        |
| -------------------- | ------------------ | ----------------- | ---------------- |
| 2000                 | Sídney (Australia) | Medalla de oro    | 69 kg            |
| Campeonato Mundial   |                    |                   |                  |
| Año                  | Lugar              | Medalla           | Categoría        |
| 1999                 | Ankara (Turquía)   | Medalla de oro    | 69 kg            |
| Juegos Panamericanos |                    |                   |                  |
| Año                  | Lugar              | Medalla           | Categoría        |
| 1999                 | Winnipeg (Canadá)  | Medalla de bronce | 69 kg            |